# Tayshaun Prince
Tayshaun Durell Prince (Compton, Califórnia, 28 de fevereiro de 1980) é um ex-jogador de basquetebol profissional norte-americano, que atuava na posição de ala. Durante grande parte da carreira defendeu o Detroit Pistons da NBA

## Carreira

### Detroit Pistons
Começou sua carreira na NBA em 2002 pela equipe do Detroit Pistons. Depois de dez anos na equipe, na qual foi campeão da temporada 2003-04, transferiu-se para os Memphis Grizzlies. Antes, jogou no time da Universidade de Kentucky - onde se formou em Sociologia - por quatro anos, sendo campeão do torneio da NCAA em 1998.

### Seleção Nacional
Em 2008 esteve na equipe estadunidense que conquistou a medalha de ouro nos Jogos Olímpicos de Pequim e na Copa América de Basquetebol Masculino de 2007.

## Estatísticas

### Temporada regular
| Ano     | Equipe    | PJ   | PT  | MPP  | %TC  | %3P  | %TL  | RPP | APP | ROB | TPP | PPP  |
| ------- | --------- | ---- | --- | ---- | ---- | ---- | ---- | --- | --- | --- | --- | ---- |
| 2002-03 | Detroit   | 42   | 5   | 10.4 | .449 | .426 | .647 | 1.1 | .6  | .2  | .3  | 3.3  |
| 2003-04 | Detroit   | 82   | 80  | 32.9 | .467 | .363 | .766 | 4.8 | 2.3 | .8  | .8  | 10.3 |
| 2004-05 | Detroit   | 82   | 82  | 37.1 | .487 | .341 | .807 | 5.3 | 3.0 | .7  | .9  | 14.7 |
| 2005-06 | Detroit   | 82   | 82  | 35.3 | .455 | .350 | .765 | 4.2 | 2.3 | .8  | .5  | 14.1 |
| 2006-07 | Detroit   | 82   | 82  | 36.6 | .460 | .386 | .768 | 5.2 | 2.8 | .6  | .7  | 14.3 |
| 2007-08 | Detroit   | 82   | 82  | 32.9 | .448 | .363 | .768 | 4.9 | 3.3 | .5  | .4  | 13.2 |
| 2008-09 | Detroit   | 82   | 82  | 37.3 | .450 | .397 | .778 | 5.8 | 3.1 | .5  | .6  | 14.2 |
| 2009-10 | Detroit   | 49   | 49  | 34.0 | .486 | .370 | .714 | 5.1 | 3.3 | .7  | .4  | 13.5 |
| 2010-11 | Detroit   | 78   | 78  | 32.8 | .473 | .347 | .702 | 4.2 | 2.8 | .4  | .5  | 14.1 |
| 2011-12 | Detroit   | 63   | 63  | 33.1 | .421 | .356 | .774 | 4.5 | 2.4 | .4  | .5  | 12.7 |
| 2012-13 | Detroit   | 45   | 45  | 32.4 | .444 | .434 | .796 | 4.6 | 2.5 | .5  | .3  | 11.7 |
| 2012-13 | Memphis   | 37   | 36  | 31.7 | .429 | .366 | .595 | 4.2 | 2.3 | .7  | .3  | 8.8  |
| 2013-14 | Memphis   | 76   | 76  | 25.6 | .407 | .290 | .567 | 3.1 | 1.6 | .5  | .3  | 6.0  |
| 2014-15 | Memphis   | 26   | 9   | 24.2 | .410 | .455 | .833 | 3.2 | 1.4 | .3  | .2  | 7.3  |
| 2014-15 | Boston    | 9    | 0   | 22.0 | .559 | .625 | .833 | 3.3 | 2.0 | .6  | .2  | 8.4  |
| 2014-15 | Detroit   | 23   | 7   | 24.8 | .431 | .423 | .660 | 4.2 | 1.7 | .7  | .4  | 7.3  |
| 2015-16 | Minnesota | 77   | 44  | 19.0 | .445 | .174 | .684 | 1.9 | .9  | .5  | .2  | 2.9  |
| Total   | Total     | 1017 | 902 | 31.0 | .455 | .367 | .756 | 4.3 | 2.4 | .6  | .5  | 11.1 |

### Playoffs
| Ano   | Equipe  | PJ  | PT  | MPP  | %TC  | %3P  | %TL  | RPP | APP | ROB | TPP | PPP  |
| ----- | ------- | --- | --- | ---- | ---- | ---- | ---- | --- | --- | --- | --- | ---- |
| 2003  | Detroit | 15  | 3   | 25.5 | .426 | .292 | .763 | 3.8 | 1.5 | .5  | .9  | 9.4  |
| 2004  | Detroit | 23  | 23  | 34.6 | .410 | .265 | .745 | 6.0 | 2.3 | 1.1 | 1.4 | 9.9  |
| 2005  | Detroit | 25  | 25  | 40.9 | .433 | .367 | .800 | 6.3 | 3.3 | 1.0 | .4  | 13.4 |
| 2006  | Detroit | 18  | 18  | 41.4 | .459 | .457 | .829 | 5.7 | 3.0 | .7  | .8  | 16.4 |
| 2007  | Detroit | 16  | 16  | 41.6 | .415 | .409 | .759 | 6.4 | 3.8 | .9  | .3  | 14.1 |
| 2008  | Detroit | 17  | 17  | 39.5 | .481 | .320 | .794 | 5.5 | 3.2 | .8  | .5  | 13.8 |
| 2009  | Detroit | 4   | 4   | 32.3 | .259 | .200 | .000 | 3.5 | 1.3 | .2  | .0  | 3.8  |
| 2013  | Memphis | 15  | 15  | 30.3 | .355 | .263 | .609 | 3.8 | 1.9 | .5  | .3  | 7.0  |
| 2014  | Memphis | 7   | 6   | 16.1 | .385 | .250 | .000 | 1.4 | .9  | .1  | .0  | 3.0  |
| Total | Total   | 140 | 127 | 35.6 | .427 | .343 | .774 | 5.2 | 2.6 | .8  | .6  | 11.4 |